# Römerstraße Neckar–Alb–Aare

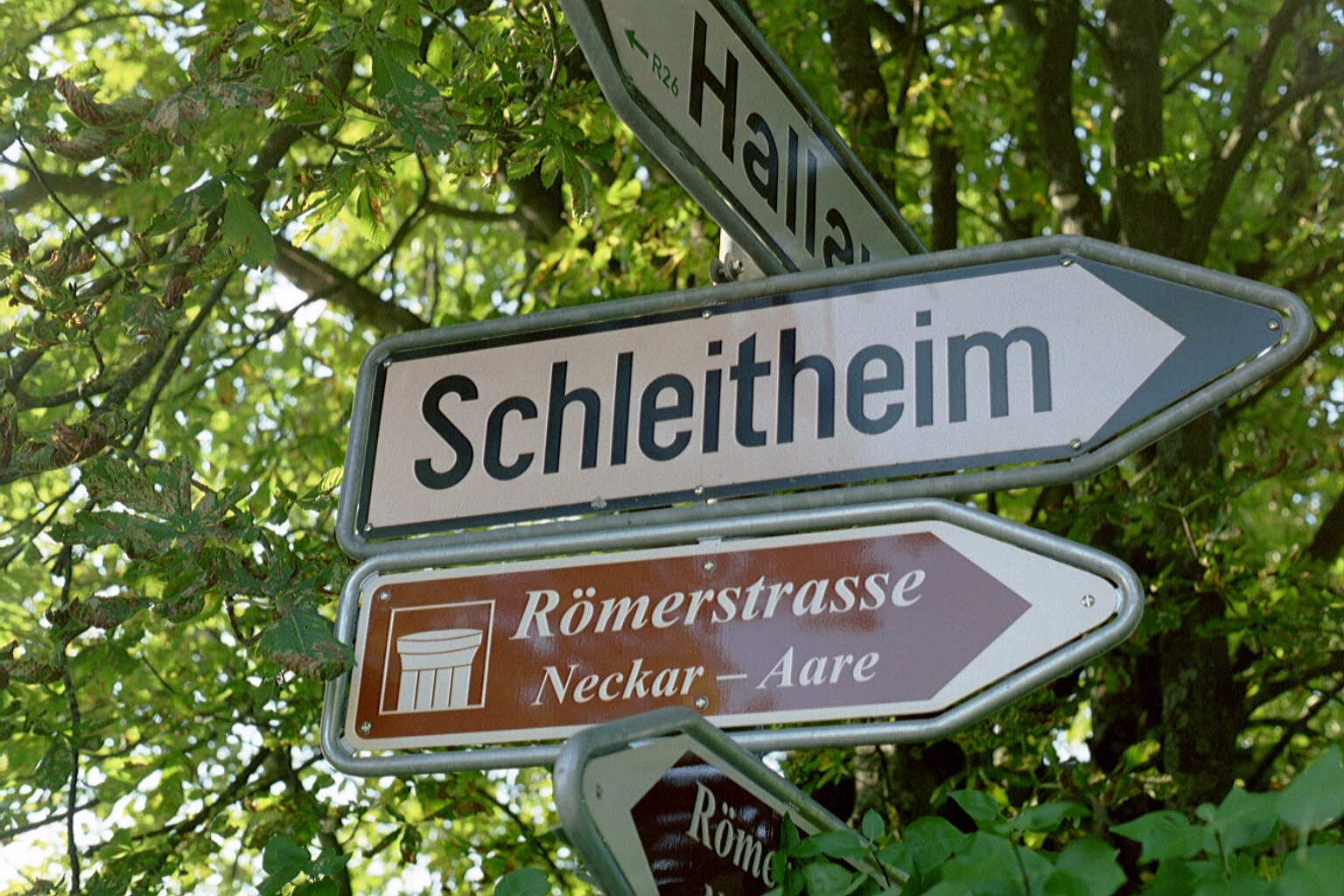
Ausschilderung der Straße vor Iuliomagus

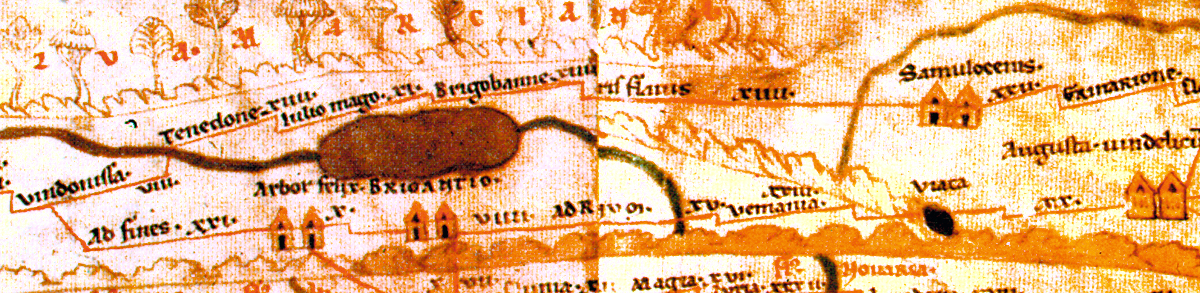
Ausschnitt aus der „Peutinger Karte“

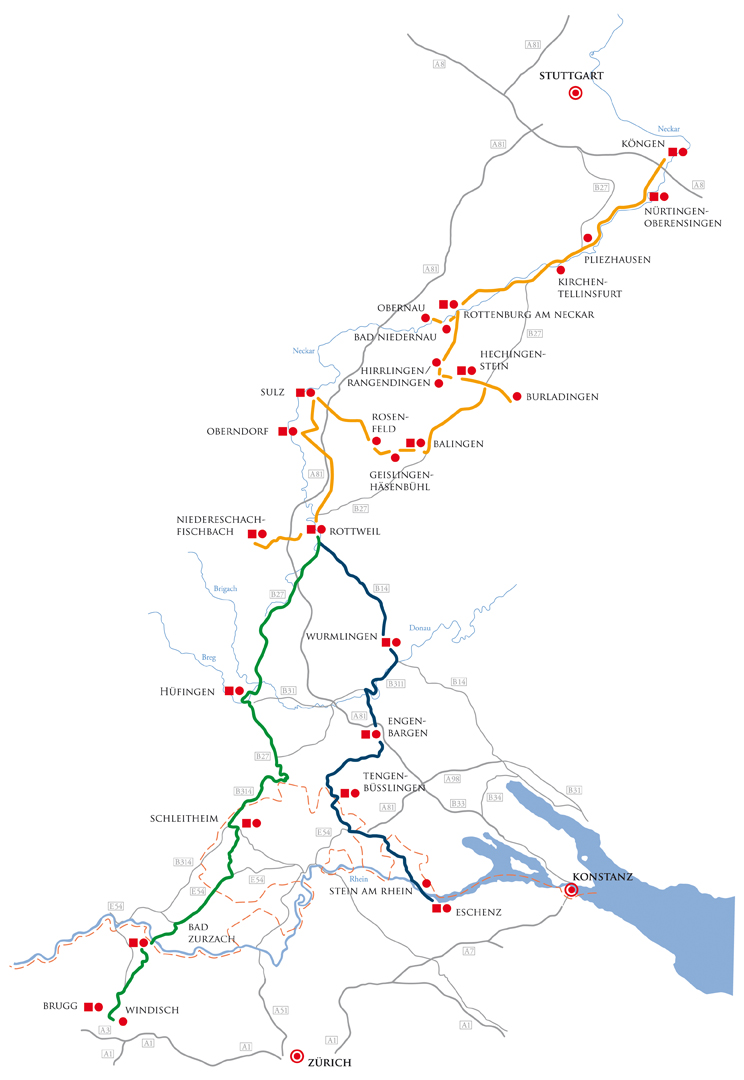
Verlauf der heutigen Touristikroute Römerstraße Neckar-Alb-Aare

Die Römerstraße Neckar–Alb–Aare ist heute ausgewiesen als Ferienstraße im südlichen Baden-Württemberg zwischen Neckar und Bodensee/Hochrhein und im Schweizer Bodenseeraum. Sie ist ein Teilstück der ehemaligen Fernverbindung von Comum über den Julierpass in das mittlere Neckarland bis nach Muttensium und Augusta Vindelicum mit Anschluss an die Donausüdstraße.
Träger ist der Verein Römerstraße Neckar-Alb-Aare.

## Verlauf
Die Wegführung der Ferienstraße orientiert sich im Wesentlichen am Verlauf einer alten, auf der Peutingerschen Tafel dargestellten römischen Straße. Diese führte in ihrem südlichen Abschnitt in der Schweiz vom Legionslager Vindonissa (Windisch) über Tenedo (Bad Zurzach) durch den Klettgau zum schweizerischen Iuliomagus (Schleitheim) und von dort wieder in Deutschland weiter nach Brigobannis (Hüfingen) über Arae Flaviae (Rottweil) und Sumelocenna (Rottenburg am Neckar) nach Grinario (Köngen).
Die heutige Ferienstraße gliedert sich in drei Abschnitte: die Teilstrecken „Neckar-Alb“ und „Neckar-Aare“ folgen der oben beschriebenen Strecke und verbinden die auf der Peutingerschen Tafel dargestellten Orte und weitere Sehenswürdigkeiten zwischen Köngen im Landkreis Esslingen und Vindonissa (Windisch/Brugg) im Kanton Aargau. Das Teilstück Neckar-Hochrhein führt von Rottweil in den Hegau bei Engen und an den Hochrhein. Es verläuft durch den Schweizer Kanton Schaffhausen und endet in Pfyn im Kanton Thurgau.

## Etappen der Römerstraße Neckar-Alb-Aare
- Teilstrecke Neckar-Alb: Köngen, Nürtingen-Oberensingen, Pliezhausen, Kirchentellinsfurt, Rottenburg am Neckar, Obernau, Bad Niedernau, Eutingen im Gäu-Rohrdorf, Hirrlingen/Rangendingen, Hechingen-Stein, Burladingen, Balingen, Geislingen-Häsenbühl, Rosenfeld, Sulz am Neckar, Oberndorf am Neckar, Rottweil, Niedereschach-Fischbach

- Teilstrecke Neckar-Aare: Rottweil (Arae Flaviae), Hüfingen (Brigobanne), Schleitheim (Juliomago), Bad Zurzach (Tenedo), Brugg und Windisch (Vindonissa)

- Teilstrecke Neckar-Hochrhein: Wurmlingen (Landkreis Tuttlingen), Engen-Bargen, Tengen-Büßlingen, Stein am Rhein, Eschenz, Pfyn (Ad Fines)

## Sehenswürdigkeiten
- Köngen: Hier existierte vor 1800 Jahren ein römisches Dorf mit Kastell, das den Neckar-Übergang der römischen Fernstraße Mainz-Augsburg sicherte. Außerhalb des Kastells findet sich ein Meilenstein, nach welchem nach 29.000 Doppelschritten (ca. 42,9 km) Sumelocenna, das heutige Rottenburg zu erreichen ist. Vom Kastell finden sich noch teilweise wiederaufgebaute Weihealtäre, Steinfiguren sowie ein wiederaufgebauter Eckturm; siehe: Kastell Köngen, Römisches Museum mit Archäologischem Park Köngen
- In Nürtingen-Oberensingen befindet sich einer der größten römischen Gutshöfe in Baden-Württemberg, der 1988 wiederentdeckt wurde.[1]
- Pliezhausen: Liegend eingemauert am Turm der Kirche von Pliezhausen ist das 1,3 m hohe Mercurius-Relief.[2]
- Bei Kirchentellinsfurt findet sich ein teilrekonstruiertes, einst rund 15 Meter hohes römisches Grabmal, welches bereits 1859 wiederentdeckt wurde. Die dort zu findenden zwei Sphingen gelten als die bedeutendsten Sphinx-Darstellungen auf deutschem Boden.[3]
- Rottenburg, das einstige Sumelocenna, ist eine alte Römerstadt und war Hauptort einer selbstverwalteten Gebietskörperschaft. Hier finden sich ein Römermuseum, das über einem konservierten Ausschnitt der römischen Stadt errichtet wurde, sowie ein Römerbad.[4]
- Obernau: Im Rommelstal befinden sich die Quellen für ein antikes Wasserleitungssystem. Die Gesamtleitung des Aquädukts betrug 7,16 km.[5]
- In Bad Niedernau wurden ein Apollo-Relief sowie Ringe, Fibeln, Perlen, Gefäßscherben und etwa 300 römische Münzen gefunden.[6]
- In Eutingen im Gäu, Ortsteil Rohrdorf, wurde innerhalb eines großen römischen Landguts eine Götterhalle mit den sogenannten „Zwölfgöttern“ aufgefunden. Das Gelände wurde überbaut, aber am Fundort informiert eine Infotafel und im Rathaus sind Abgüsse der wichtigsten Skulpturenreste ausgestellt.[7]
- Rangendingen/ Hirrlingen: Nördlich der Gemeinde Rangendingen ist die Römerstraße noch gut als Geländedamm, rechts der Straße nach Hirrlingen, sichtbar.
- Das Römische Freilichtmuseum in Hechingen-Stein basiert auf einem 1973 entdeckten großen Gutshof, dessen Gebäude zum Teil rekonstruiert wurden. Inzwischen wurde hier auch ein Tempelbezirk nachgewiesen.
- Burladingen hatte einst ein Kastell, welches den römischen Albübergang bewachte; siehe Kastell Burladingen
- Geislingen-Häsenbühl: Hier befand sich an der Grenze zwischen den Provinzen Obergermanien und Rätien eine wichtige Straßenkreuzung mit einem Kaiserdenkmal, Kastell und Kastellvicus. Die Funde werden im Heimatmuseum in Balingen ausgestellt.[8]
- In Rosenfeld ist ein Ausschnitt eines römischen Gutshofs mit Badeanlage als Freilichtanlage zu besichtigen.[9]
- Sulz am Neckar ist Standort einer alten dörflichen Siedlung aus der Römerzeit; siehe: Kastell Sulz. Zu besichtigen ist hier in einem Schutzbau ein ungewöhnlicher römischer Keller.
- Die umgestürzte Wand innerhalb einer römischen Gutsanlage in Oberndorf-Bochingen erlaubte erstmals die Rekonstruktion eines solchen Gebäudes bis unters Dach.[10] Außerdem konnte 2009 ein originales Straßenstück der Fernstraße Rottweil-Rottenburg von 70 m Länge nachgewiesen werden.[11]
- Rottweil, ehemaliges „Municipium Arae Flaviae“, einzige Stadt im deutschen Südwesten mit römischem Stadtrecht. Hier gibt das Dominikanermuseum Rottweil in der neu gestalteten Dauerausstellung Auskunft über das Leben der ehemaligen Römerstadt. Außerdem finden sich die Reste zweier römischer Bäder.
- In Niedereschach/Fischbach-Sinkingen kann die gut erhaltene Therme des LUCIUS MARIUS VICTOR besichtigt werden.[12]
- In Hüfingen (Brigobannis) findet man die Ruine eines römischen Militärbads – unter einem bereits ebenfalls denkmalgeschützten Schutzbau von 1820. Siehe auch: Kastell Hüfingen
- Schleitheim (Iuliomagus) zeigt die vollständige Hypokaust-Heizungsanlage einer Therme sowie den freigelegten Keller eines Wohnhauses.

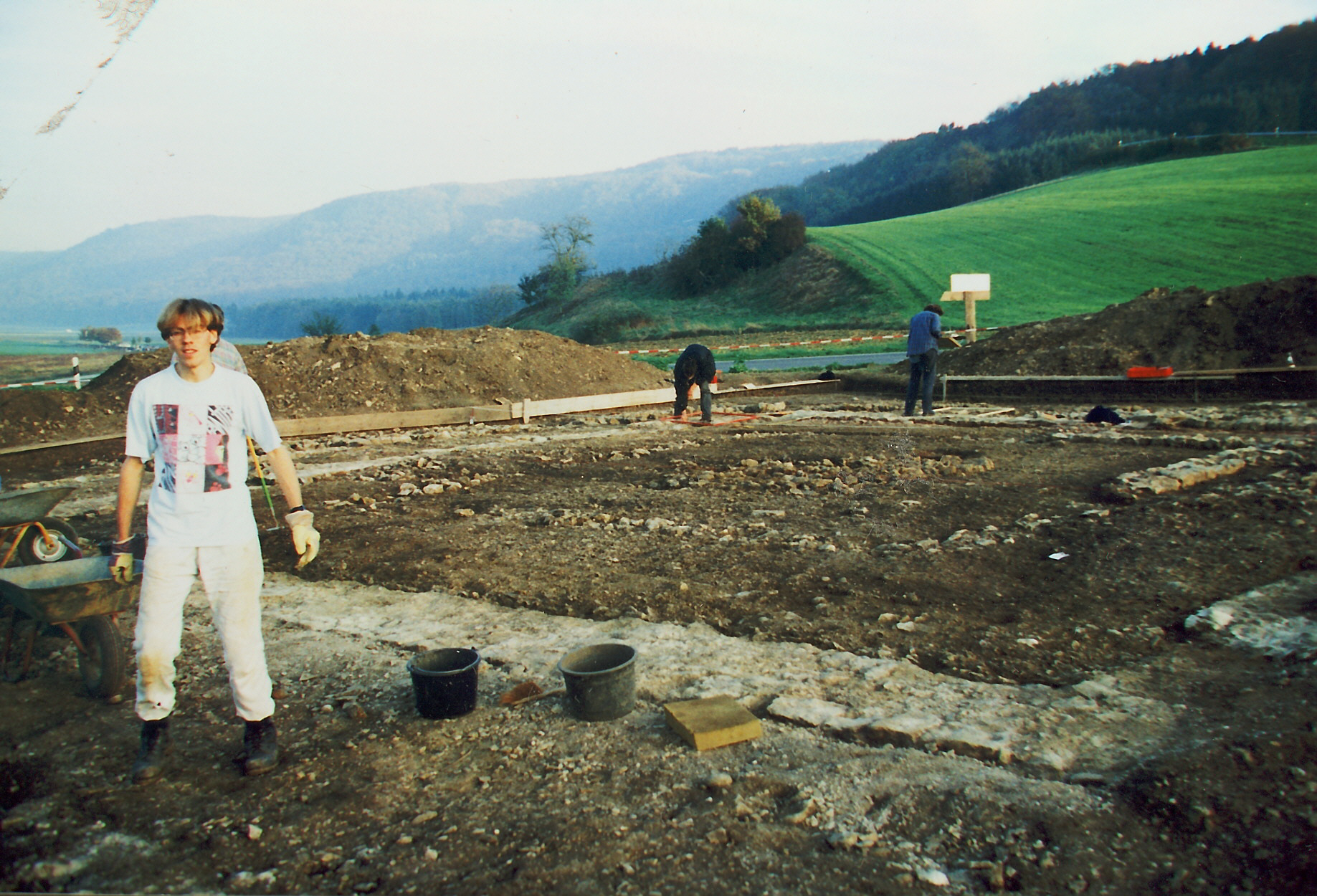
Die freiliegenden Tempelfundamente während der Grabung 1995

- Im Klettgau führte die Straße bei Geißlingen an einer ehemaligen Villa Rustica beim „Heidenschlössle“ vorbei, (verdeckt, liegt zum Teil unter dem heutigen Hof). Die Route führt kurz danach unterhalb der Küssaburg an der wieder verdeckten Grabungsstelle eines gallo-römischen Tempels weiter über den Engpass von Bechtersbohl und dem heute abgegrabenen Fundort (Kiesgrube) des Römerlagers Dangstetten. Einige Funde des Lagers und Reste von Eichenpfählen der bereits in römischer Zeit an dieser Stelle bestehenden Rheinbrücke Zurzach–Rheinheim nach Tenedo sind im Museum Küssaberg in Rheinheim ausgestellt.[13] Etwas entfernt lag der Römische Gutshof bei Gurtweil.
- Neben den Mauerresten des Doppelkastell Zurzach-Rheinheim das der Überwachung der Rheinbrücke diente und dem Infoschild zum Römischen Militärlager Zurzach in Bad Zurzach können Rekonstruktionen und Fundstücke im Bezirksmuseum „Höfli“ besichtigt werden.[14]
- In Brugg steht das erst vor kurzem neu konzipierte Vindonissa-Museum Besuchern offen.
- In der Gemeinde Windisch stehen die Überreste des ehemaligen Legionslagers Vindonissa und das Amphitheater von Windisch. Auf dem Legionärspfad Vindonissa kann die römische Vergangenheit auch spielerisch erforscht werden.
- In Wurmlingen befinden sich unter einem Schutzhaus die Überreste eines römischen Bades; siehe: Römisches Bad (Wurmlingen)
- In Engen-Bargen befindet sich der Römische Gutshof Bargen mit Ruinen des Hauptgebäudes, eines Badehauses, eines großen Wirtschaftsgebäudes und eines kleinen Tempels.[15]
- In Tengen-Büßlingen wurden die Fundamente eines großen römischen Gutshofs restauriert, siehe auch Römischer Gutshof von Büßlingen
- In Stein am Rhein findet man die Ruinen des ehemaligen Kastells Tasgetium.
- Eschenz: zugehörige Siedlung (vicus) Tasgetium. Über die oberste der drei Werdinseln im Rhein bei Eschenz (Schweiz) führte einst die Römerbrücke.
- In Pfyn sind Reste des Kastells Ad Fines erhalten. Unter diesem Namen ist der Ort auch auf der Peutinger Karte verzeichnet (siehe: Verlauf).